# Bujesily

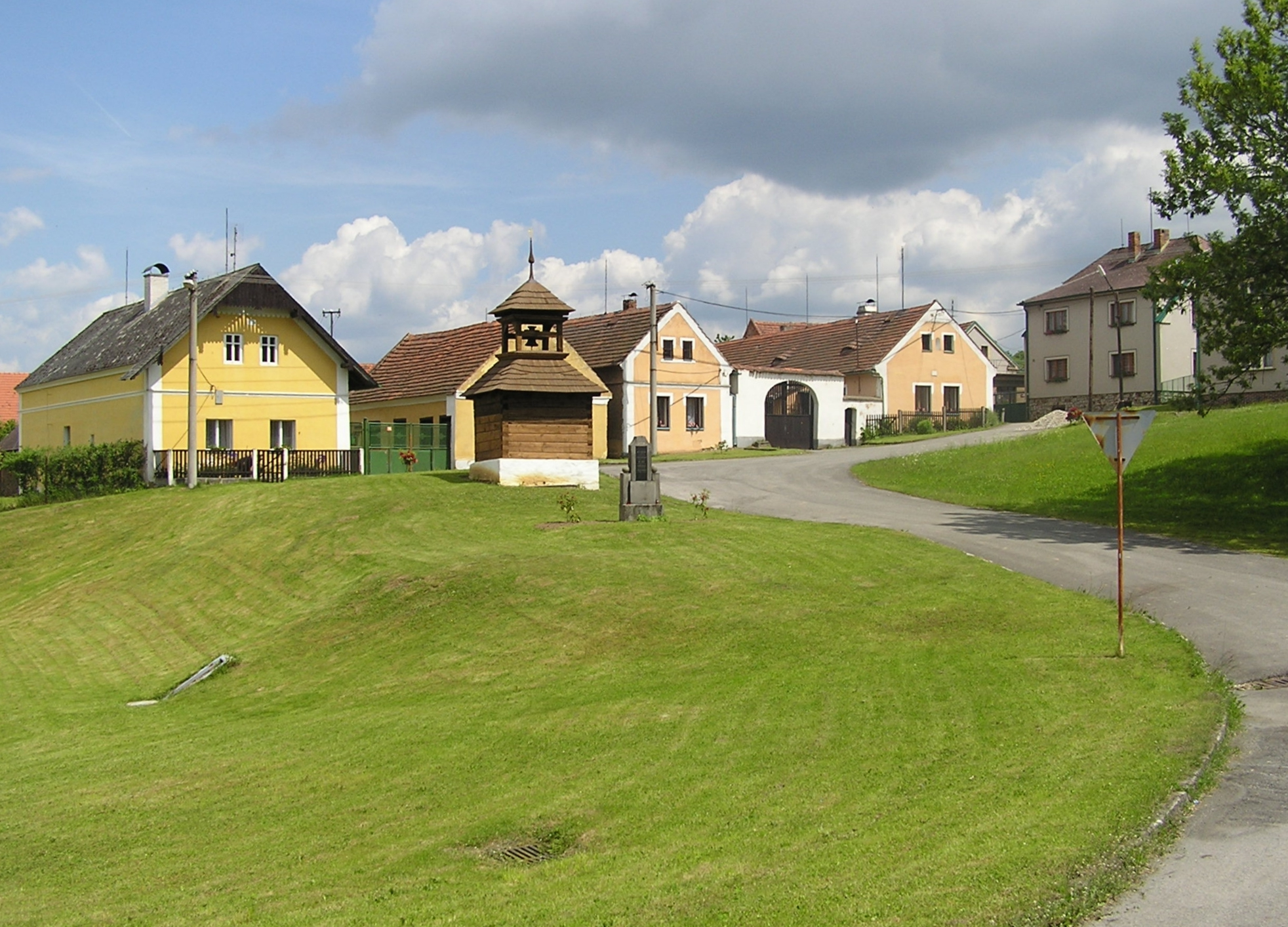
Dorfplatz mit Glockenturm

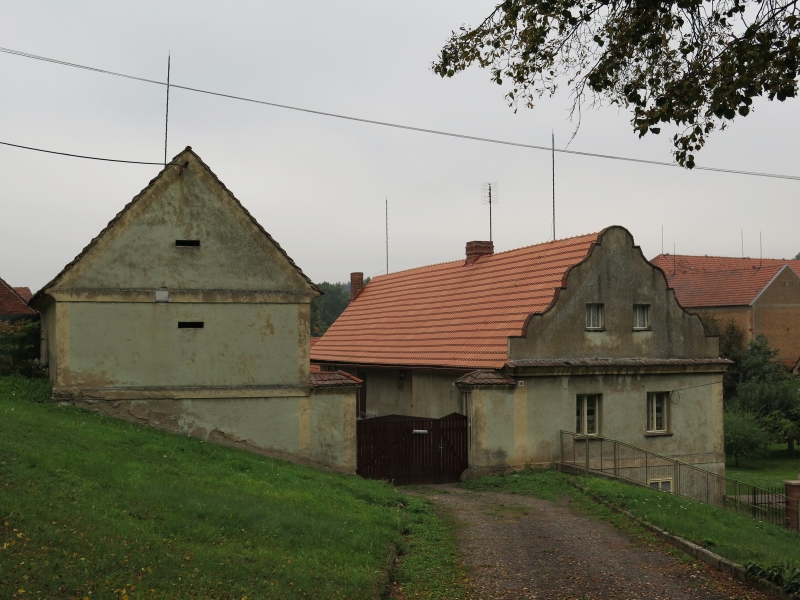
Gehöft Nr. 10

Bujesily (deutsch Bujesil, älter auch Bogestl) ist eine Gemeinde mit 76 Einwohnern (Stand: 1. Januar 2023) in Tschechien. Sie liegt sieben Kilometer nördlich von Radnice und gehört zum Okres Rokycany. Die Katasterfläche beträgt 620 ha.

## Geographie
Das Platzdorf Bujesily befindet sich im Radnitzer Hügelland in 345 m n.m. auf der Hochfläche rechtsseitig des Berounkatals. Durch den Ort fließt der Bach Bujesilský potok. Im Osten erhebt sich die Skalka (397 m n.m.), südwestlich der V Baštách (417 m n.m.) und westlich der Vrch (398 m n.m.). Gegen Südwesten liegt die Ruine der Burg Libštejn und östlich das Tal des Radnický potok (Radnitzbach). Bujesily liegt auf dem Gebiet des Naturparks Berounka. 
Nachbarorte sind Rohy, Bohy und Rybárna nad Rakolusky im Norden, Rakolusky und Hřešihlavy im Nordosten, Kladruby im Osten, Vojenice und Nový Mlýn im Südosten, Zavadilka, Chockov und Lhotka u Radnic im Süden, Liblín und Horní Liblín im Westen sowie Kozojedy im Nordwesten.

## Geschichte
Die erste schriftliche Erwähnung von Bviezili erfolgte im Jahre 1227, als König Ottokar I. Přemysl das Dorf zusammen mit Mlečice dem Prager Kloster St. Georg, dem seine Halbschwester Agnes (Anežka) als Äbtissin vorstand, schenkte. Zur Herrschaft Libštejn gelangte Bujesily zum Ende des 14. Jahrhunderts. Zu Beginn des 16. Jahrhunderts wurde das Dorf geteilt und neben dem Libštejner Anteil gehörten Teile von Bujesily zum Libliner Anteil der Böhmischen Krone. 1767 verkaufte die Hofkammer ihren Libliner Besitz an die Grafen von Ledebour, Besitzer der Herrschaft Libštejn auf Schloss Liblin. Im Jahre 1785 bestand Bugesil aus 25 Häusern. 1801 ging die Herrschaft Liblin durch Erbschaft an die Grafen von Wurmbrand-Stuppach über.
Im Jahre 1838 bestand das im Pilsner Kreis gelegene Dorf Bugesil aus 27 Häusern mit 209 tschechischsprachigen Einwohnern. Abseits – am Radnitzbach – lag die zweigängige Neumühle (Nový mlýn) mit einer Brettsäge. Haupterwerbsquellen bildeten der Feld- und Gartenbau sowie etwas Hopfenbau. In der Nähe des Dorfes wurde ein Alaunschieferbergwerk betrieben. Pfarrort war Liblin. Bis zur Mitte des 19. Jahrhunderts blieb Bugesil der Allodialherrschaft Liblin untertänig.
Nach der Aufhebung der Patrimonialherrschaften bildete Bujesily / Bugesil ab 1850 einen Ortsteil der Marktgemeinde Liblín im Gerichtsbezirk Kralowitz. 1868 wurde Bujesily dem Bezirk Kralowitz zugeordnet. Im Jahre 1869 bestand Bujesily aus 28 Häusern und hatte 202 Einwohner. Im Jahre 1900 hatte Bujesily 180 Einwohner, 1910 waren es 139. 
Nach dem Ersten Weltkrieg zerfiel der Vielvölkerstaat Österreich-Ungarn, Bujesily wurde 1918 Teil der neu gebildeten Tschechoslowakischen Republik. Bujesily erlangte am 28. Januar 1919 die Selbständigkeit. Beim Zensus von 1921 lebten in den 32 Häusern des Dorfes 156 Tschechen. 1930 lebten in den 34 Häusern von Bujesily 147 Personen. Zwischen 1939 und 1945 gehörte Bujesily / Bujesil zum Protektorat Böhmen und Mähren. Nach dem Ende des Zweiten Weltkrieges kam Bujesily zur wiedererrichteten Tschechoslowakei zurück. In der zweiten Hälfte des 20. Jahrhunderts setzte ein deutlicher Bevölkerungsrückgang ein. Im Jahre 1949 wurde die Gemeinde in den Okres Plasy überwiesen. 1950 lebten in den 32 Häusern von Bujesily 109 Personen. Im Zuge der Gebietsreform von 1960 erfolgte die Eingemeindung nach Lhotka, zugleich wurde das Dorf dem Okres Rokycany zugeordnet. Zum 1. Juli 1970 wurde Bujesily wieder aus der Gemeinde Lhotka herausgelöst. Am 1. April 1980 wurde Bujesily zum Ortsteil von Radnice. Seit dem 1. März 1990 ist das Dorf wieder eigenständig. Beim Zensus von 1991 lebten in den 33 Häusern von Bujesily 74 Personen. 2011 bestand die Gemeinde aus 24 Wohnhäusern und hatte 61 Einwohner. 

## Sehenswürdigkeiten
- Gezimmerter Glockenturm auf dem Dorfplatz, errichtet 1827, Kulturdenkmal
- Gehöft Nr. 10 an der Nordostseite des Dorfplatzes, Kulturdenkmal
- Gedenkstein für die Gefallenen des Ersten Weltkrieges, neben dem Glockenturm
- Wasserfall Bujesilský vodopád, nördlich des Dorfes am Bujesilský potok
- Wasserfall Radnický vodopád, südöstlich des Dorfes am Radnický potok
- Wasserfälle Vodopády u Radnického potoka, südöstlich des Dorfes an einem Zufluss zum Radnický potok

## Ortsgliederung
Für die Gemeinde Bujesily sind keine Ortsteile ausgewiesen.